# ハーヴェイ・アレン
ウィリアム・ハーヴェイ・アレン（英語:William Hervey Allen、1889年12月8日 - 1949年12月28日）は、アメリカ合衆国出身の小説家、詩人。
代表作の1933年に著されたフランスの軍人、皇帝であるナポレオン・ボナパルトの時代に関する歴史小説『風雲児アドヴァース』はベストセラーになった。

## 生涯
ペンシルベニア州ピッツバーグに生まれる。その後ピッツバーグ大学を卒業して1915年に社交クラブシグマ・カイのメンバーとなる。
第一次世界大戦にアメリカ陸軍中尉として参戦し、自身の体験談を基に1926年にノンフィクション小説『戦火の中へ（Toward the Flame）』を著した。
また、サウスカロライナ州のチャールストンにあるen:Porter-Gaud Schoolで英語を教えた。

## 作品
アレンはロマン主義的な作品が多い。
- 1921年、詩集『しらたまと古金（Wampum and old gold）』 - 処女作。
- 1926年、歴史小説『戦火の中へ（Toward the Flame）』
- 1926年、伝記『イズラフェル（Israfel）』 - 『イズラフィール』とも[3]。同国出身の小説家、詩人であるエドガー・アラン・ポーの伝記。
- 1933年、歴史小説『風雲児アドヴァース（英語版）』 - 翻訳家の大久保康雄によって三笠書房より出版された。
- 1938年、『アクィラの戦（Action at Aquila）』 - 児童文学者、翻訳家の白木茂が翻訳した作品が三笠書房より出版された。
- 1943年、『森林と砦（英語版）』
- 1944年、『ベッドフード村（Bedford Village）』
- 1948年、『朝明けの頃（Toward the Morning）』
- 1950年、『The City in the Dawn』